# 베를린 카를스호르스트 박물관
베를린 카를스호르스트 박물관(독일어: Museum Berlin-Karlshorst)은 독일 베를린에 있는 동부 전선에 관한 박물관이다.

## 역사
박물관은 1945년 5월 8일 독일 국방군이 무조건 항복한 역사적 장소에 위치하고 있다. 전날 랭스에서 서명된 항복문서가 카를스호르스트에서 비준되면서 유럽에서 제2차 세계 대전이 종식되었다. 이 건물은 독일 국방군 개척학교의 장교 식당이었고, 그 후 독일의 소련 군사 행정 본부였다. 1949년 소련은 이곳에서 행정 권한을 독일 민주 공화국의 초대 정부에 이양했다. 1967년부터 1994년까지 이 건물에는 모스크바 중앙군사박물관의 한 분관이 있었다.
1990년 독일에서 소련군 철수에 대한 독일-소련 협정 이후, 독일과 소련은 박물관에서 독일-소련 전쟁의 역사와 나치 통치의 종식을 공동으로 기억하기로 결정했다. 상설 전시를 재구성한 후, 베를린 카를스호르스트 박물관은 1995년 5월 개관하였다.